# Rhopalocerus solomonensis
Rhopalocerus solomonensis es una especie de coleóptero de la familia Zopheridae.

## Distribución geográfica
Habita en las Islas Salomón.